# António José Saraiva
António José Saraiva (* 31. Dezember 1917 in Leiria; † 17. März 1993 in Lissabon) war ein portugiesischer Romanist und Lusitanist. Er war der ältere Bruder des Historikers, Juristen und Ministers im Estado Novo-Regime, José Hermano Saraiva.

## Leben und Werk
Saraiva studierte in Lissabon. Er schloss 1938 ab und promovierte 1942 mit der Arbeit Gil Vicente e o fim do teatro medieval (Lissabon 1942). 1944 trat er der Kommunistischen Partei Portugals (Partido Comunista Português) bei (Austritt 1962) und war von 1946 bis 1949 Gymnasiallehrer. 1949 wurde er aus politischen Gründen vorübergehend festgenommen.
Da ihm eine Universitätslaufbahn in Portugal verwehrt war, ging er 1960 nach Frankreich und forschte am Collège de France (bei Marcel Bataillon), dann im Centre national de la recherche scientifique (CNRS) (ab 1966 bei Fernand Braudel). Eine Emigration nach Brasilien scheiterte 1964 an den dortigen politischen Verhältnissen, denn dort begann eine rechte Militärdiktatur mit US-Unterstützung.
Von 1970 bis 1974 war Saraiva ordentlicher Professor für Portugiesisch an der Universität Amsterdam. Nach der Nelkenrevolution und der Beendigung der Diktatur in Portugal konnte er zurückkehren und wurde bis zu seiner Emeritierung Professor in Lissabon, zuerst an der Universidade Nova de Lisboa, ab 1978 für Romanische Philologie an der Universität Lissabon.

## Weitere Werke
- Herculano e o liberalismo em Portugal. Os problemas morais e culturais da instauração do regime, Lissabon 1949, Amadora 1977
- (mit Óscar Lopes) Historia da literatura portuguesa, Porto 1951, 17. Auflage 1996
- Herculano desconhecido 1851-1853, Porto 1953
- A Inquisição portuguesa, Lissabon 1956
- (Hrsg.) Pedro António Correia Garção, Obras completas, 2 Bde., Lissabon 1957–1958
- Luís de Camões, Lissabon 1959
- (Hrsg.) Fernão Mendes Pinto, Peregrinação e outras obras, 4 Bde., Lissabon 1961–1984
- Inquisição e cristãos-novos, Porto 1969 (englisch: The Marrano Factory. The Portuguese Inquisition and its New Christians 1536-1765, Leiden/Boston 2001)
- A Épica medieval portuguesa, Lissabon 1979
- Filhos de Saturno. Escritos sobre o tempo que passa, Amadora 1980
- O Discurso engenhoso. Estudos sobre Vieira e outros autores barrocos, São Paulo 1980, Lissabon 1996
- As Ideias de Eça de Queirós. Ensaio, Amadora 1982
- Introdução geral à cultura portuguesa, Amadora 1982
- A Cultura em Portugal 2, Primeira época. A formação, Amadora 1984, 1991
- O Crepúsculo da Idade Media em Portugal, Lissabon 1988, 1990
- Teatro de Gil Vicente, Lissabon 1988
- A tertúlia ocidental. Estudos sobre Antero de Quental, Oliveira Martins, Eça de Queiroz e outros, Lissabon 1990
- Poesia e drama. Bernardim Ribeiro, Gil Vicente, Cantigas de amigo, Lissabon 1990
- Estudos sobre a arte d' "Os Lusíadas", Lissabon 1992
- História e utopia. Estudos sobre Vieira, Lissabon 1992

### Postum
- Dicionário crítico. Texto integral de 1960 com um prólogo de 1983, Lissabon 1996
- (mit Óscar Lopes und Luís Albuquerque) História da cultura em Portugal 1. Renascimento e Contra-Reforma, Lissabon 2000
- História da cultura em Portugal 2. Gil Vicente. Reflexo da crise, Lissabon 2000